# Hershel Farkas
Hershel Mark Farkas (* 2. Dezember 1939 in New York City) ist ein israelisch-US-amerikanischer Mathematiker, der sich mit Funktionentheorie befasst.
Farkas studierte an der Yeshiva University in New York mit dem Bachelor-Abschluss 1961, dem Master-Abschluss 1963 und der Promotion 1965 bei Harry Rauch (Analytic submanifolds of Teichmüller space). Von 1966 bis 1968 war er Assistant Professor an der Johns Hopkins University. Er war ab 1968 Associate Professor und 1971 bis 1978 Professor an der State University of New York at Stony Brook (SUNY), wo er Kollege von Irwin Kra war und mit diesem zusammenarbeitete. 1970 erhielt er ein Forschungsstipendium der Alfred P. Sloan Foundation (Sloan Research Fellowship). Er war seit 1975 Professor für Mathematik an der Hebräischen Universität in Jerusalem, wo er schon 1970 Gastdozent war. Von 1982 bis 1984 und von 2004 bis 2006 stand er dort der Mathematik-Fakultät vor und war 1995 bis 1999 Direktor des Landau Center for Research in Mathematical Analysis. 2008 emeritierte er.
Farkas war 1991/92 und mehrfach danach Gastprofessor an der SUNY (zuletzt 2008 bis 2011), 2001 an der Stanford University und der University of California, Los Angeles, 2004 an der Universität Melbourne und am Caltech. Er befasst sich mit Riemannschen Flächen (einschließlich Schottky-Problem und Jacobi-Varietäten) und Thetafunktionen und ist auf diesem Gebiet Verfasser eines Standardwerks mit Irwin Kra. Er befasst sich auch mit Modulformen und ihrer Anwendung in Geometrie und Zahlentheorie.

## Schriften
- Herausgeber und Mitautor mit Lars V. Ahlfors, Lipman Bers, Robert C. Gunning, Irwin Kra, Harry E. Rauch: Advances in the theory of Riemann Surfaces. Proceedings of the 1969 Stony Brook Conference (= Annals of Mathematics Studies. 66, ISSN 0066-2313). Princeton University Press, Princeton NJ u. a. 1971.
  - Relations Between Quadratic Differentials. S. 141–156, doi:10.1515/9781400822492-011.
- mit Irwin Kra: Riemann Surfaces (= Graduate Texts in Mathematics. 71). Springer, New York NY u. a. 1980, ISBN 0-387-90465-4 (2. Auflage. ebenda 1992, ISBN 0-387-97703-1).
- mit Harry Rauch: Theta functions with applications to Riemann Surfaces. Williams and Wilkins, Baltimore MD 1974, ISBN 0-683-07196-3.
- Herausgeber mit Isaac Chavel: Differential Geometry and Complex Analysis. Springer, Berlin u. a. 1985, ISBN 3-540-13543-X.
- mit Irwin Kra: Theta constants, Riemann surfaces, and the modular group. An introduction with applications to uniformization theorems, partition identities, and combinatorial number theory (= Graduate Studies in Mathematics. 37). American Mathematical Society, Providence RI 2001, ISBN 0-8218-1392-7.
- Theta functions in complex analysis and number theory. In: Krishnaswami Alladi (Hrsg.): Surveys in Number Theory (= Developments in Mathematics. 17). Springer, New York NY 2008, ISBN 978-0-387-78509-7, S. 57–87.
- mit Shaul Zemel. Generalizations of Thomae’s Formula for {\displaystyle Z_{n}} curves (= Developments in Mathematics. 21). Springer, New York NY u. a. 2010, ISBN 978-1-441-97846-2.
- Herausgeber mit Robert C. Gunning, Marvin I. Knopp, B. A. Taylor: From Fourier Analysis and Number Theory to Radon Transforms and Geometry. In Memory of Leon Ehrenpreis (= Developments in Mathematics. 28). Springer, New York NY u. a. 2012, ISBN 978-1-4614-4074-1.